# Simpson Desert Conservation Park
Simpson Desert Conservation Park är en park i Australien. Den ligger i delstaten South Australia, omkring 970 kilometer norr om delstatshuvudstaden Adelaide. Simpson Desert Conservation Park ligger 33 meter över havet.
Trakten runt Simpson Desert Conservation Park är nära nog obefolkad, med mindre än två invånare per kvadratkilometer.. Det finns inga samhällen i närheten.
Trakten runt Simpson Desert Conservation Park är ofruktbar med lite eller ingen växtlighet. Genomsnittlig årsnederbörd är 153 millimeter. Den regnigaste månaden är februari, med i genomsnitt 44 mm nederbörd, och den torraste är augusti, med 1 mm nederbörd.